# Elise Boulding
Pour les articles homonymes, voir Boulding.
Elise Boulding est une sociologue et une pacifiste américaine (Oslo 6 juillet 1920 - États-Unis 24 juin 2010).

## Carrière
Elise Marie Biorn-Hansen est née en Norvège le 6 juillet 1920, sa famille émigre aux États-Unis en 1923. Elle adhère à la Société religieuse des Amis (quakers) et y fait la connaissance de son mari Kenneth Boulding.
Elle obtient un doctorat de sociologie à l'université du Michigan et devient professeur de sociologie au Dartmouth College (New Hampshire), où elle crée le premier programme de Peace Studies des États-Unis (en français « irénologie »).
Présidente de la Ligue internationale des femmes pour la paix et la liberté (LIFPL, WILPF en anglais) entre 1968 et 1971, elle crée avec son mari l'International Peace Research Association (en) (IPRA) en 1965 et le Consortium on Peace, Research and Education (COPRED) en 1970 pour développer les Peace Studies dans le monde universitaire.
Elle est l'auteur de plusieurs ouvrages.
Elle était membre du comité de parrainage de la Coordination internationale pour la Décennie depuis 2005.

## Œuvres
En français
- Pour l’épanouissement d’une culture de paix, avec Daisaku Ikeda, L’Harmattan, 2014

En anglais
- The Underside of History: A View of Women through Time, New York, Halsted, 1976
- Building a Global Civic Culture: Education for an Interdependent World, New York, Teachers College Press, 1988
- One Small Plot of Heaven: Reflections on Family Life by a Quaker Sociologist, Philadelphia, Pendle Hill Press, 1989
- Cultures of Peace: The Hidden Side of History, New York, Syracuse University Press, 2000
- Into Full Flower: Making Peace Cultures Happen, with Daisaku Ikeda, Dialogue Path Press, 2010